# Neucentropus mandjuricus
Neucentropus mandjuricus är en nattsländeart som beskrevs av Martynov 1907. Neucentropus mandjuricus ingår i släktet Neucentropus och familjen fångstnätnattsländor. Inga underarter finns listade i Catalogue of Life.